# ナッサウ公国

ナッサウ公国
Herzogtum Nassau (ドイツ語)

ナッサウ公国の位置（1815年）

ナッサウ公国（ナッサウこうこく、ドイツ語: Herzogtum Nassau）は、19世紀のドイツに存在し、ナッサウ家が統治していた領邦国家である。この領邦はライン同盟に加盟し、後にドイツ連邦に加盟したが、1866年の普墺戦争において敗れたオーストリア側についていたため、プラハ条約によりプロイセン王国に併合された。

## 歴史
1806年7月17日、ナッサウ＝ウージンゲン侯国 とナッサウ＝ヴァイルブルク侯国はライン同盟に加盟した。両国はその後、ナッサウ＝ウージンゲン侯フリードリヒ・アウグストの下で、同年8月30日に合併しナッサウ公国となった。
フリードリヒ・アウグストは死後、フリードリヒ・ヴィルヘルムをナッサウ公爵位の後継者にする予定であった。ところが、1816年1月9日にフリードリヒ・ヴィルヘルムは居城のヴァイルブルク城の階段から転落して急死し、フリードリヒ・アウグストも同年3月24日に亡くなったため、ナッサウ公爵位はフリードリヒ・ヴィルヘルムの長男ヴィルヘルムが継承した。
1814年から1815年に開催されたウィーン会議の結果、ドイツ連邦に加盟し、1816年にはヴィースバーデンに首都を移した。
1866年に普墺戦争が勃発した際、ナッサウ公国はオーストリア帝国側についたが、オーストリアが敗れ、プラハ条約が締結された。この条約で、戦勝国であるプロイセン王国は領土や賠償金をオーストリアに対しては要求しなかったが、ナッサウ公国を含むいくつかの領邦はプロイセンに併合された。ナッサウ公国の旧領は、旧ヘッセン選帝侯国と共にヘッセン＝ナッサウ州に再編された。同時に当時のナッサウ公アドルフは廃位されたが、1890年にルクセンブルク大公に迎え入れられ、以後現在までアドルフの子孫がルクセンブルク大公位を継承している。